# East Star Airlines
East Star Airlines (chiń. 東星航空; pinyin Dōngxīng Hángkōng) – nieistniejąca chińska linia lotnicza z siedzibą w Wuhanie. Głównym węzłem jest port lotniczy Wuhan-Tianhe. Zostały założone 10 czerwca 2005, rozpoczęły działalność 19 maja 2006, a zaprzestano działalność 15 marca 2009.